# 国際服飾学会
国際服飾学会（こくさいふくしょくがっかい、英名 The International Association of Costume）は、日本と世界の服飾学の発展を目的とする学会。

## 事業
- 総会・大会・研究例会・講演会・見学会・講習会等の開催、国際的な服飾会議の開催・参加、会誌の発行、各国との共同研究・講師交換、著書・訳書その他出版物の相互協力、留学生の斡旋、服飾に関する文化事業の相互協力など[1]

## 学会誌
- 『国際服飾学会誌』